# Centre hospitalier de la Polynésie française

Le centre hospitalier de la Polynésie française (CHPF) est un hôpital situé à Pirae. Il a remplacé l'ancien hôpital de Mamao qui datait des années 1960. Il a été construit dans les années 2000 et terminé en 2012. Toutes les spécialités sont représentées dans cet hôpital. 
Un système de climatisation  SWAC utilisant l'eau froide des profondeurs de l'océan permet de climatiser sans électricité.
Toutefois, cet établissement subit un vieillissement prématuré
Sa maternité porte le nom d'Andréa de Balmann (1913-2007), première femme polynésienne à obtenir un doctorat en médecine, en 1939.